# عبدالله سعیدی (سیاستمدار)
عبدالله سعیدی (زاده خرداد ۱۳۰۰ _ درگذشته بهمن ۱۳۶۴) نماینده نیشابور در دوره‌های هجدهم و نوزدهم مجلس شورای ملی بود.
پدرش ابراهیم خان سعیدالایاله از ملاکان و خوانین نیشابور بود که باغ تاریخی سعیدی در این شهر از او بر جای مانده‌است. این باغ سکونتگاه عبدالله سعیدی بوده و اکنون در خیابان بنیاد شهید نیشابور قرار دارد.
عبدالله سعیدی در انتخابات دوره هجدهم مجلس شورای ملی که از ۲۵ تا ۲۷ دی ۱۳۳۲ برگزار شد به نمایندگی نیشابور در مجلس شورای ملی رسید. او در دوره بعد نیز کرسی خود را حفظ کرد.
او در بهمن ۱۳۶۴ درگذشت و در آرامگاه عطار نیشابوری به خاک سپرده شد.

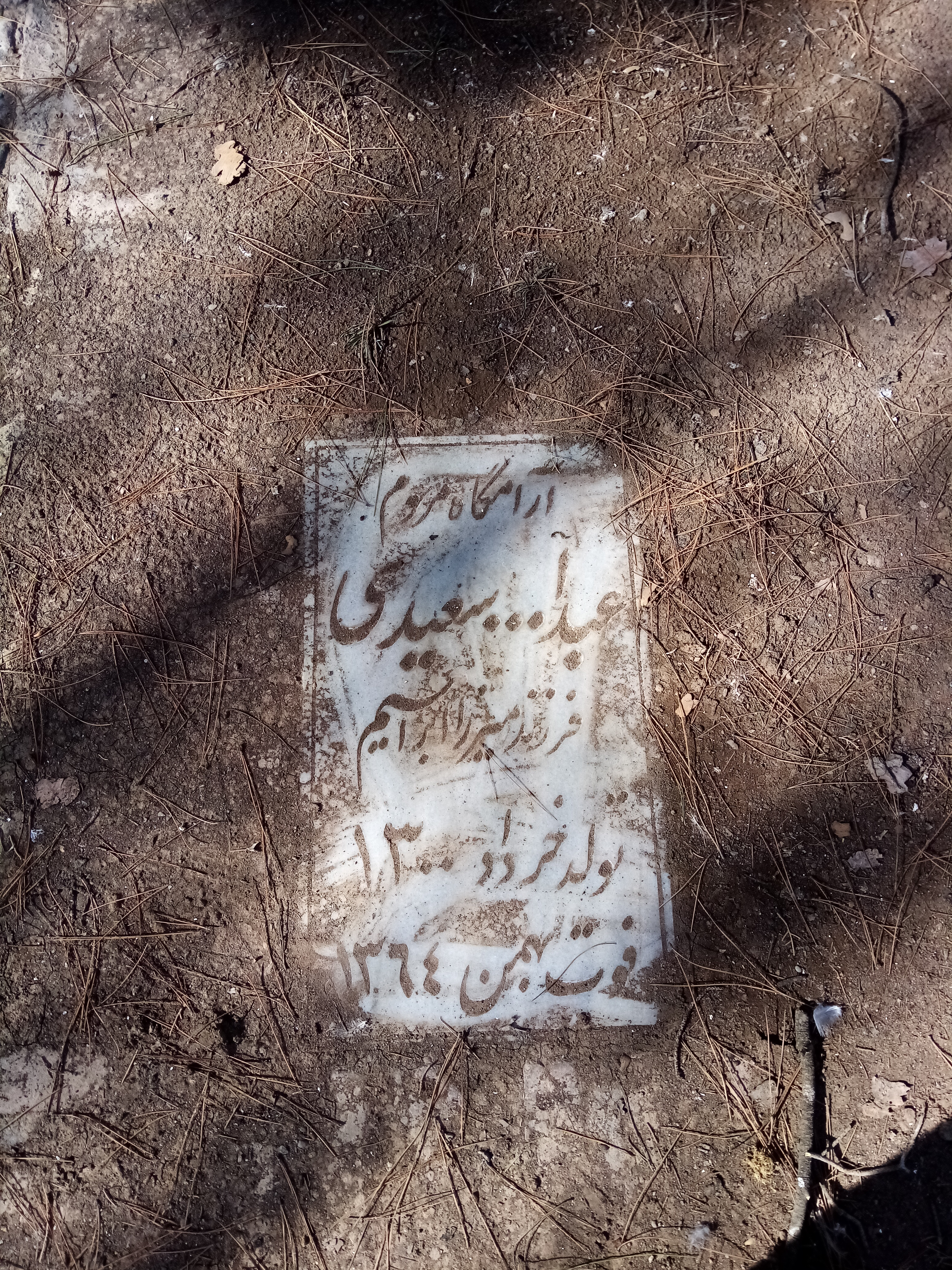
آرامگاه عبدالله سعیدی در محوطه باغ عطار نیشابوری